# Impfbus
Ein Impfbus ist ein Omnibus, in oder aus dem eine Zahl von mehreren Hundert Menschen gegen Krankheiten geimpft werden. Während der SARS-CoV-2-Pandemie bieten umgerüstete Busse des ÖPNV oder Reisebusse eine niedrigschwellige und mobile Möglichkeit, sich spontan ohne Termin gegen das Virus impfen zu lassen. Sie können als eigenständige Impfstelle oder ergänzend zu einer Impfstation zum Einsatz kommen.

## Impfbusse in Deutschland

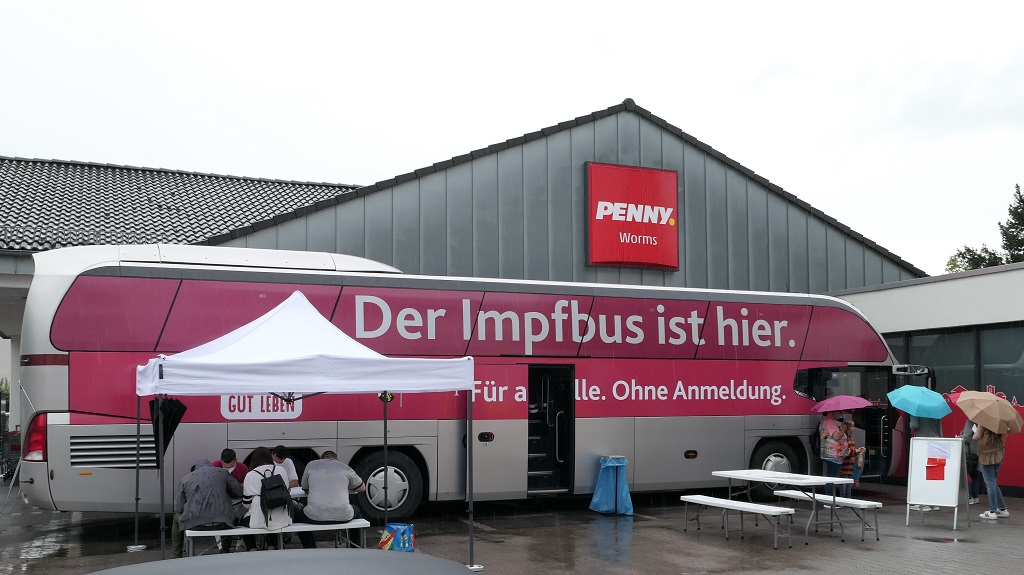
Impfbus in Worms (August 2021)

In Deutschland waren 2021 über 400 Impfzentren an vielen Orten eingerichtet worden. Mit Ausnahme von Sonderimpfaktionen waren sie nur mit mittelfristiger Anmeldung und Terminvergabe zu besuchen. Die Vergabe der Termine erfolgte nach dem Wohnortprinzip.
In Impfbussen sind bis zu 300–400 Corona-Impfungen pro Tag möglich. Sie sind mit einem Arzt und etwa vier bis sieben Mitarbeitern besetzt. Im Bus bedient das Personal die Bereiche Anmeldung, Voraufklärung, ärztliche Aufklärung und Impfen sowie Beobachten und Behandeln. In der warmen Jahreszeit wurden Bereiche wie Anmeldung und Voraufklärung in Partyzelte ausgelagert. In Kombination mit passenden Gebäuden oder Krankenwagen dient der Bus nur als Impfraum einschließlich der Aufklärung. Dank der DIN-Zertifizierten Medikamentenkühlschränke kann der Bus auch als reines Transportmittel für Impfstoff, Gerät und Personal eingesetzt werden.
Die „Impfung für alle“ ist auch für Ortsfremde und Ausländer möglich. Je nach Verfügbarkeit kommen verschiedene Impfstoffe zum Einsatz und den Kunden ist eine Wahlmöglichkeit gegeben. Die Einsatzorte der Busse werden von vielen Passanten besucht. Es sind beispielsweise Marktplätze, Freibäder, Discounter oder Möbelhäuser. Der Standort wechselt meist täglich, die „Fahrpläne“ werden im Internet veröffentlicht.
Die Busse werden durch Bundesländer (beispielsweise in Rheinland-Pfalz oder in der Steiermark), Landkreise (Saarland) sowie in Kooperationen mit Rettungsdiensten oder der Feuerwehr bereitgestellt.

## Impfbusse in Österreich

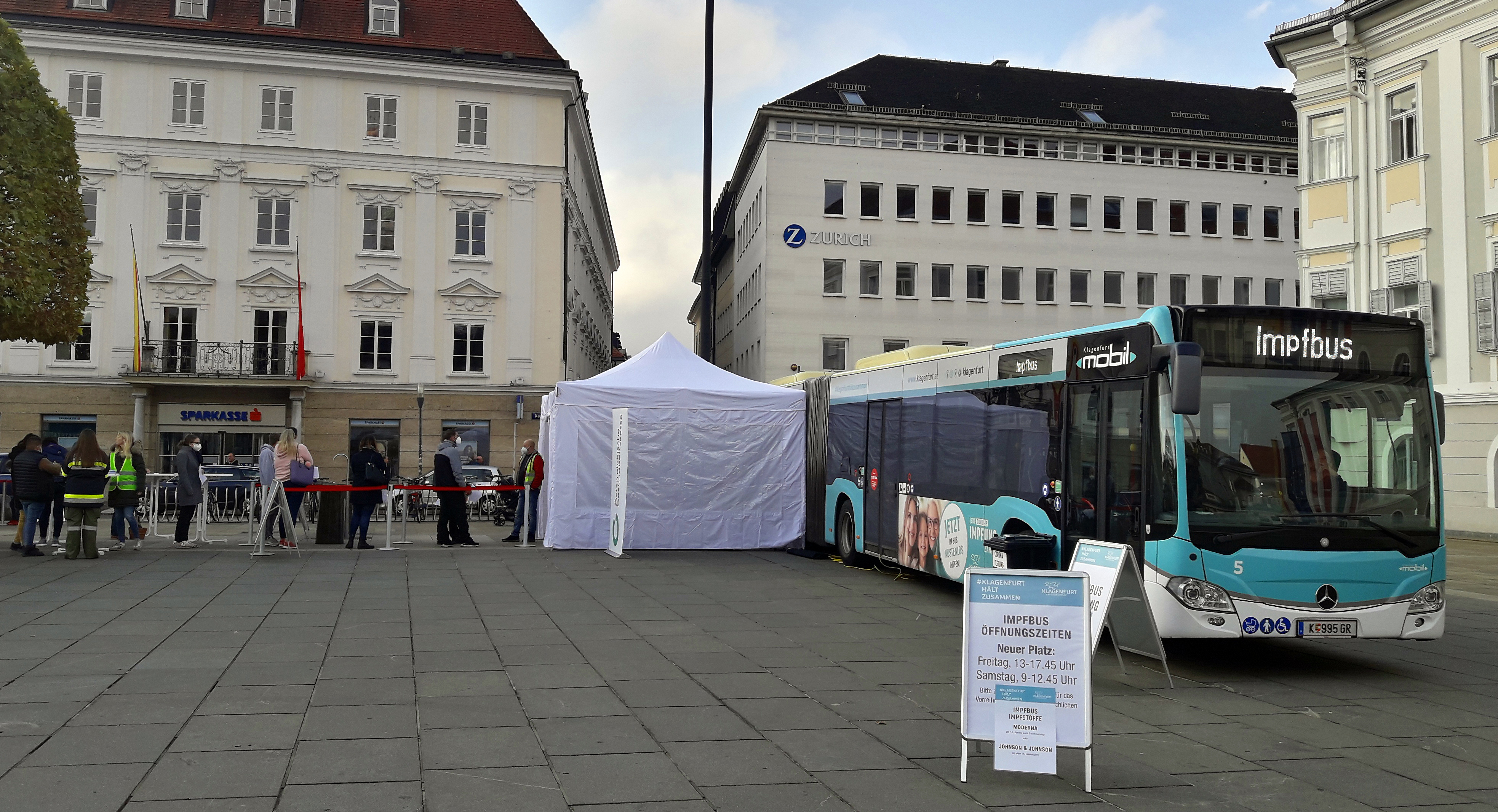
Impfbus in Klagenfurt (Oktober 2021)

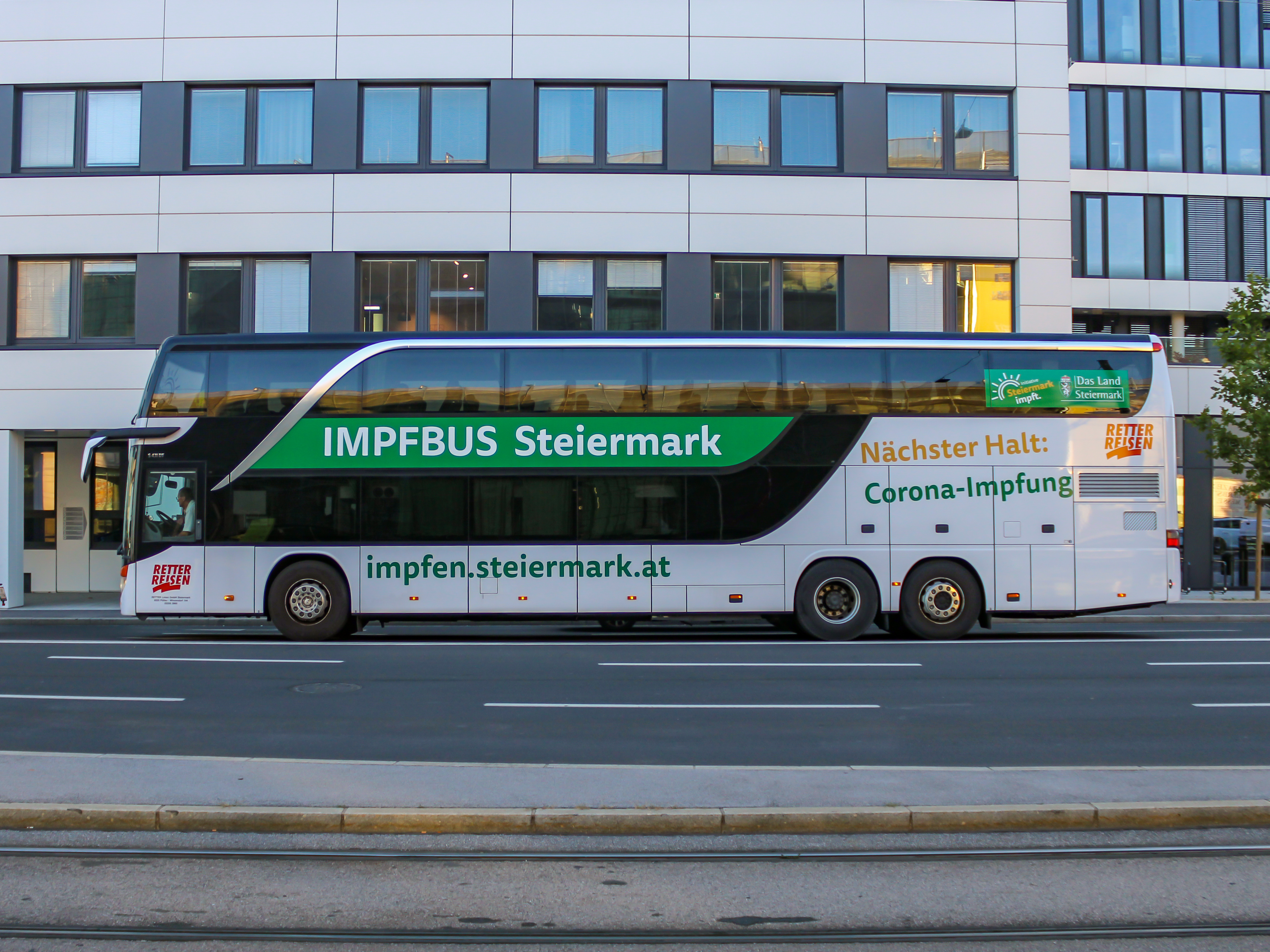
Impfbus der Initiative "Steiermark impft." (September 2021)

In Österreich werden in vielen Landeshauptstädten Impfbusse von den städtischen Verkehrsbetrieben zur Verfügung gestellt. So gibt bzw. gab es Impfbusse in Wien, Linz oder Salzburg.
In der Steiermark wurde die Initiative "Steiermark impft." im Herbst 2021 ins Leben gerufen. Im Zuge dessen sind drei Impfbusse im ganzen Bundesland unterwegs gewesen. Ziel sei es, Menschen in ländlichen Regionen, die Möglichkeit einer Impfung anzubieten. Das Angebot wurde mit Ende März 2022 eingestellt.
In Wien wurden zwei Mercedes Citaro-Gelenkbusse sowie zwei Straßenbahnen vom Typ ULF zur Verfügung gestellt. Ziel von diesem Projekt der Stadt Wien war es, den Menschen der Hauptstadt ohne Termin einen einfachen Zugang zur Impfung zu bieten.
Zwischen Spätsommer und Dezember 2022, wurde in Graz eine kommunale Impfkampagne gestartet. Im Zuge dessen wurde ein Solobus der Graz Linien zu einem Impfbus umgebaut.

## Sonstiges
Die Verkehrsbetriebe Zürich (VBZ) stellen seit September 2021 ein Fahrzeug Tram 2000 als ein „Impftram“ zur Verfügung. Auch in Wien gibt es zwei Impfstraßenbahnen, die an ausgewählten Schleifen Halt machen. In der Stadt Chișinău (Republik Moldau) werden Trolleybusse zur Impfung eingesetzt.

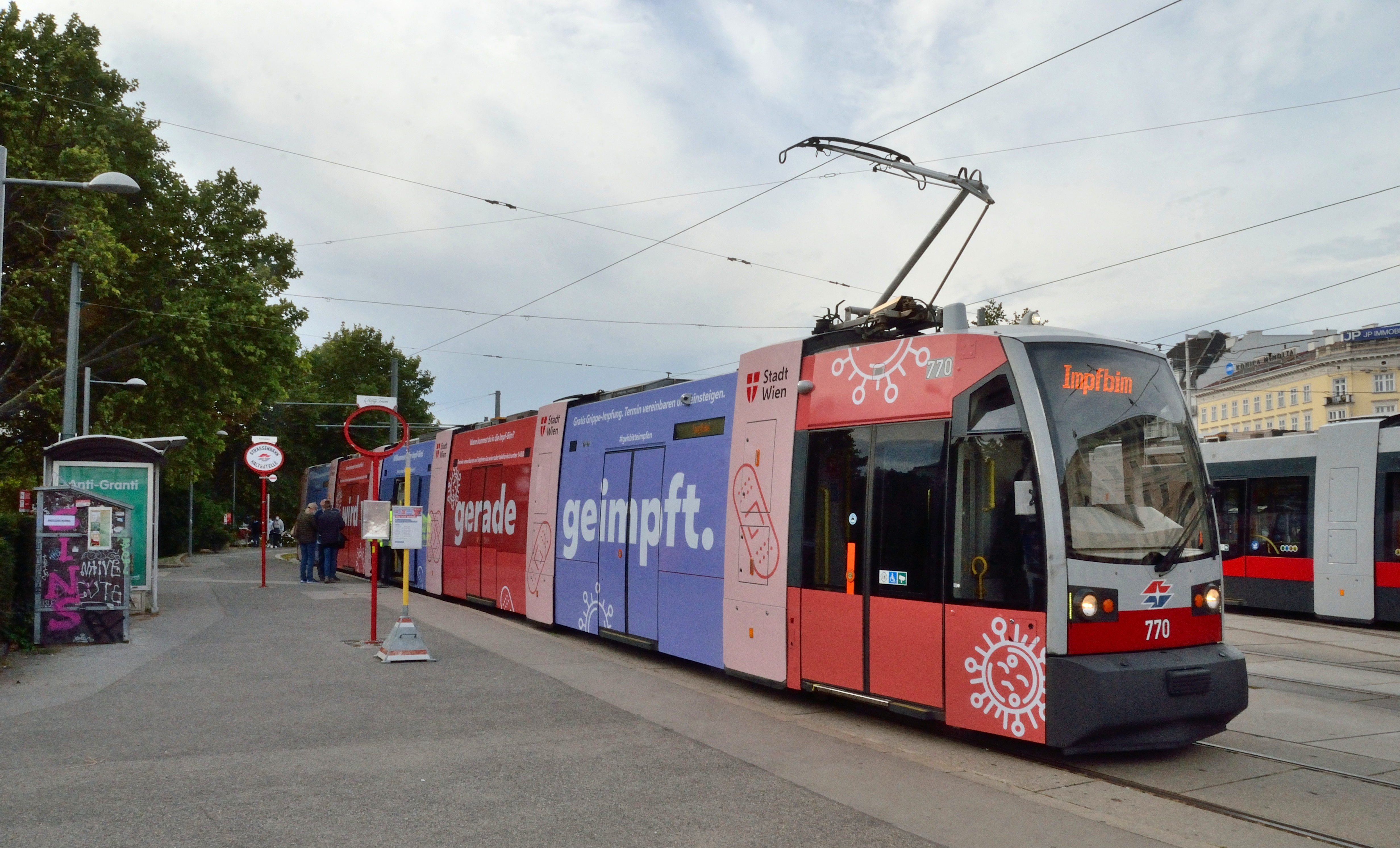
Die Impfstraßenbahn in Wien (Oktober 2020)
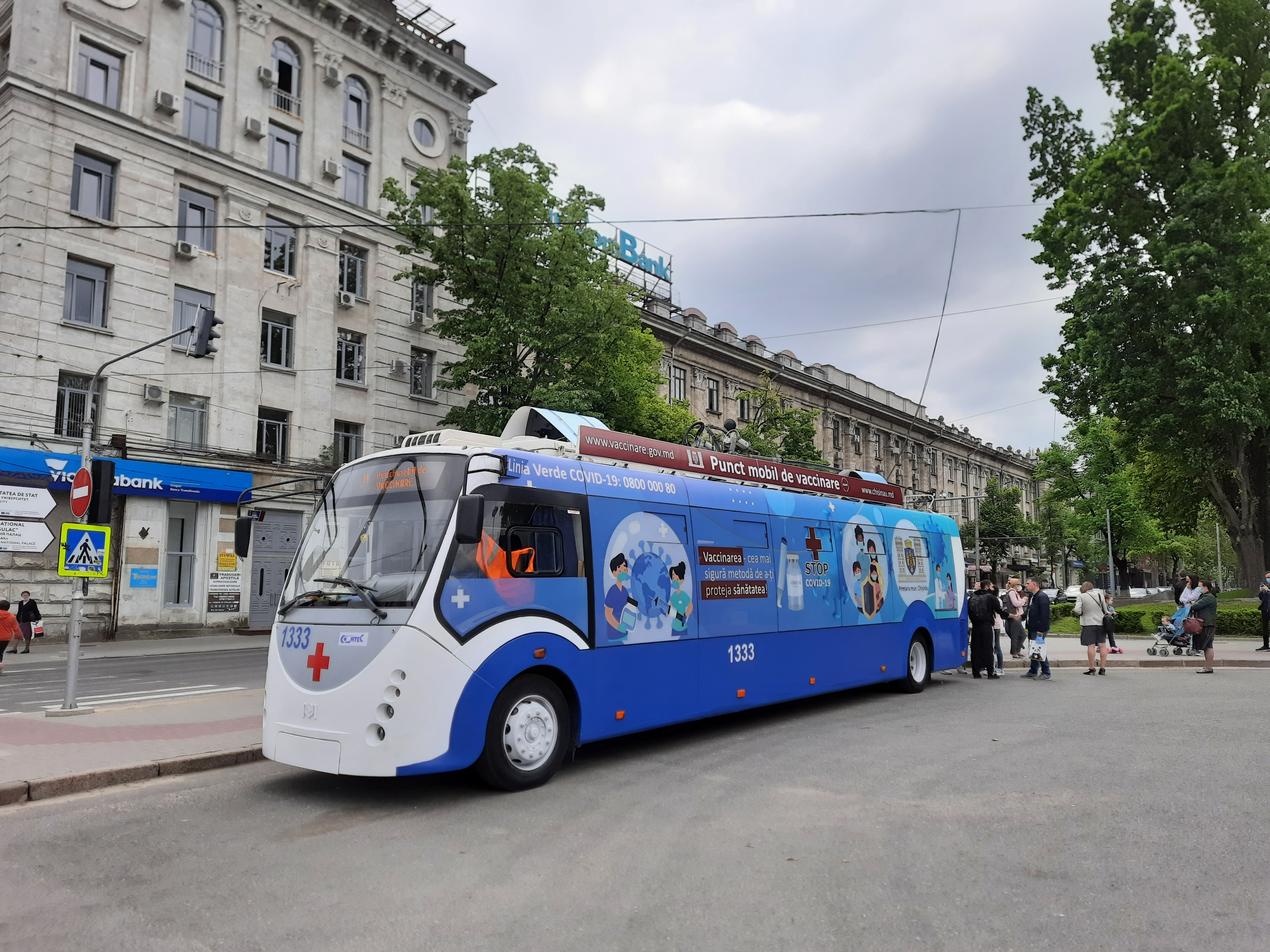
Trolleybus in Chișinău (Mai 2021)